# Lijst van catenae op Mars
Dit is een lijst van catenae op Mars.
In de planetologie is een catena een rij even grote inslagkraters. Op Mars zijn ze vernoemd naar nabije gebieden (albedo features) die door een telescoop vanaf de aarde zichtbaar zijn volgens de regels van de International Astronomical Union voor planetaire naamgeving.
| Naam              | Coördinaten  | Foto's zichtbaar licht/infrarood/Hoogtekaart |
| ----------------- | ------------ | -------------------------------------------- |
| Acheron Catena    | 37.3N 259.0E | Google Mars                                  |
| Alba Catena       | 35.0N 245.3E | Google Mars                                  |
| Artynia Catena    | 47.6N 240.4E | Google Mars                                  |
| Baphyras Catena   | 38.8N 275.7E | Google Mars                                  |
| Ceraunius Catena  | 37.1N 251.8E | Google Mars                                  |
| Coprates Catena   | 14.9S 297.8E | Google Mars                                  |
| Cyane Catena      | 36.3N 241.6E | Google Mars                                  |
| Elysium Catena    | 17.6N 149.6E | Google Mars                                  |
| Ganges Catena     | 2.8S 291.3E  | Google Mars                                  |
| Hyblaeus Catena   | 21.6N 140.5E | Google Mars                                  |
| Labeatis Catenae  | 19.5N 266.7E | Google Mars                                  |
| Ophir Catenae     | 9.5S 300.6E  | Google Mars                                  |
| Phlegethon Catena | 38.9N 256.7E | Google Mars                                  |
| Stygis Catena     | 23.3N 150.5E | Google Mars                                  |
| Tithoniae Catenae | 5.3S 277.6E  | Google Mars                                  |
| Tractus Catena    | 27.8N 257.3E | Google Mars                                  |